# Rue des Tanneurs (Colmar)
Pour les articles homonymes, voir Rue des Tanneurs.
La rue des Tanneurs est une voie de la commune française de Colmar.

## Situation et accès
Cette voie de circulation, d'une longueur de 200 m, se trouve dans le quartier centre.
On y accède par la Grand-Rue, les rues du Conseil-Souverain, des Vignerons, de la Montagne-Verte, le quai de la Poissonnerie et la place du Marché-aux-Fruits.
Cette voie n'est pas desservie par les bus de la TRACE.